# Anyphaena pusilla
Anyphaena pusilla är en spindelart som beskrevs av Bryant 1948. Anyphaena pusilla ingår i släktet Anyphaena och familjen spökspindlar. Inga underarter finns listade i Catalogue of Life.